# Castrillo de Onielo
Castrillo de Onielo é um município da Espanha na província de Palência, comunidade autónoma de Castela e Leão, de área 40,27 km² com população de 129 habitantes (2007) e densidade populacional de 3,82 hab/km².

## Demografia
| Variação demográfica do município entre 1991 e 2004 | Variação demográfica do município entre 1991 e 2004 | Variação demográfica do município entre 1991 e 2004 | Variação demográfica do município entre 1991 e 2004 |
| --------------------------------------------------- | --------------------------------------------------- | --------------------------------------------------- | --------------------------------------------------- |
| 1991                                                | 1996                                                | 2001                                                | 2004                                                |
| 215                                                 | 198                                                 | 167                                                 | 154                                                 |